# Gemeinde-Unfallversicherungsverband Hannover
Der Gemeinde-Unfallversicherungsverband Hannover ist eine rechtsfähige landesunmittelbare Körperschaft des öffentlichen Rechts mit Selbstverwaltung. Er gehört zu den nach § 114 SGB VII aufgeführten Unfallversicherungsträgern und ist Bestandteil der Gesetzlichen Unfallversicherung. Gemäß Verwaltungsvereinbarung mit der Landesunfallkasse Niedersachsen nimmt er deren Aufgaben aus der gesetzlichen Unfallversicherung wahr.

## Aufgaben
Seine Aufgabe ist es, nach Maßgabe des Siebten Buches Sozialgesetzbuch (SGB VII) mit allen geeigneten Mitteln Arbeitsunfälle und Berufskrankheiten sowie arbeitsbedingte Gesundheitsgefahren zu verhüten und nach Eintritt von Arbeitsunfällen oder Berufskrankheiten die Gesundheit und die Leistungsfähigkeit der Versicherten mit allen geeigneten Mitteln wiederherzustellen und sie oder ihre Hinterbliebenen durch Geldleistungen zu entschädigen.

## Zuständigkeitsbereich
Die örtliche Zuständigkeit des Verbandes umfasst die Landkreise Aurich, Grafschaft Bentheim, Celle, Cuxhaven, Diepholz, Emsland, Gifhorn, Göttingen, Hameln-Pyrmont, Harburg, Hildesheim, Holzminden, Leer, Lüchow-Dannenberg, Lüneburg, Nienburg (Weser), Northeim, Osnabrück, Osterholz, Osterode am Harz, Stade, Rotenburg (Wümme), Schaumburg, Soltau-Fallingbostel, Uelzen, Verden, Wittmund, die Region Hannover und die kreisfreien Städte Emden, Hannover, Osnabrück und Wolfsburg.

## Geschäftstätigkeit
Er ist in seinem Gebiet der zuständige Unfallversicherungsträger
- für die Unternehmen der Gemeinden und Gemeindeverbände, wie zum Beispiel Verwaltungen, Anstalten, Einrichtungen und Betriebe,
- für in selbstständiger Rechtsform betriebene Unternehmen, an denen Gemeinden oder Gemeindeverbände allein oder zusammen mit dem Land überwiegend beteiligt sind oder auf ihre Organe einen ausschlaggebenden Einfluss haben,
- für in selbstständiger Rechtsform betriebene Unternehmen, an denen Gemeinden oder Gemeindeverbände allein oder zusammen mit dem Land oder dem Bund unmittelbar oder mittelbar überwiegend beteiligt sind oder auf deren Organe sie einen ausschlaggebenden Einfluss haben,
- für Körperschaften, Anstalten oder Stiftungen des öffentlichen Rechts, für die der Verband nach anderen gesetzlichen Vorschriften Versicherungsträger geworden ist,
- für Haushalte,
- für Unternehmen zur Hilfe bei Unglücksfällen, soweit für sie nicht ein anderer Träger der Unfallversicherung zuständig ist,
- für sich und seine eigenen Unternehmen.[4]

In der Zuständigkeit gehören zum Kreis der versicherten Personen
- Beschäftigte in Gemeinden und Gemeindeverbänden soweit sie nicht in Einrichtungen des § 129 Abs. 4 SGB VII tätig sind.
- Beschäftigte in Unternehmen in selbständiger Rechtsform, die dem Gemeinde-Unfallversicherungsverband Hannover zugewiesen wurden.
- Beschäftigte in Sparkassen.
- Beschäftigte in Privathaushalten.
- Lernende während der beruflichen Aus- und Fortbildung in kommunalen Betriebsstätten, Lehrwerkstätten, Schulungskursen und ähnlichen Einrichtungen.
- Kinder in kommunalen Kindertageseinrichtungen i. S. des § 45 SGB VIII.
- Schüler an kommunalen allgemeinbildenden und berufsbildenden Schulen.
- Ehrenamtlich Tätige, soweit die Tätigkeit für eine kommunale Körperschaft, Anstalt oder Stiftung des öffentlichen Rechts erfolgt.
- Personen, die anderen in Unglücksfällen oder bei gemeiner Gefahr oder Not aktiv Hilfe leisten.
- Personen, die von einer kommunalen Körperschaft, Anstalt oder Stiftung zur Unterstützung einer Diensthandlung herangezogen werden.
- Personen, die von einer kommunalen Einrichtung als Zeugen zur Beweiserhebung herangezogen werden.
- Blut- und Gewebespender für Einrichtungen der Kommunen.
- Personen, die unentgeltlich insbesondere ehrenamtlich im Rettungswesen von Hilfeleistungsunternehmen, die dem Gemeinde-Unfallversicherungsverband Hannover zugeteilt wurden, tätig sind oder an deren Ausbildungskursen teilnehmen.
- Personen, die im Zivilschutz unentgeltlich, insbesondere ehrenamtlich tätig sind oder an Ausbildungsveranstaltungen teilnehmen, wenn der Träger des Zivilschutzes eine Kommune ist.
- Personen, die bei kurzen Bauarbeiten privater Bauherren mithelfen.
- Personen, die an Maßnahmen zur Hilfe zur Arbeit, die von den Trägern der Sozialhilfe durchgeführt werden, teilnehmen.
- Pflegepersonen nach dem Pflegegesetz.
- Personen, die auf Kosten des Gemeinde-Unfallversicherungsverbandes Hannover an vorbeugenden Maßnahmen nach § 3 Berufskrankheiten-Verordnung teilnehmen.
- Personen, die bei der Schaffung öffentlich geförderten Wohnraums im Sinne des Zweiten Wohnungsbaugesetzes im Rahmen der Selbsthilfe tätig sind, wenn öffentliche Mittel nach § 16 Abs. 1 II. WoBauG bewilligt wurden.
- Personen, die „wie Beschäftigte“ in Mitgliedsbetrieben des Gemeinde-Unfallversicherungsverbandes Hannover tätig werden.
- Beschäftigte des Gemeinde-Unfallversicherungsverbandes Hannover.
- Personen, die nach § 35 der Verbandssatzung in die Versicherung einbezogen werden.

## Finanzierung
Die auf die Unternehmen (Städte, Gemeinden, Landkreise) entfallenden Aufwendungen werden nach der Einwohnerzahl aufgrund der jeweils aktuellen Fortschreibungszahlen der letzten Volkszählung umgelegt. Bei selbständigen Unternehmen und privaten Haushalten werden die Aufwendungen nach der Zahl der Versicherten im Jahr vor der Beitragszahlung umgelegt. Die Arbeitgeber haben für jeden in einem Kalenderjahr Beschäftigten, der in der Unfallversicherung versichert ist, zum 1. Februar des Folgejahres eine besondere Jahresmeldung zur Unfallversicherung zu erstatten.
Die Vertreterversammlung hat für das Jahr 2019 folgende Beitragssätze festgelegt:
- kreisfreie Städte (einschl. Göttingen): 4,55 Euro
- kreisangehörige Städte und Gemeinden: 1,79 Euro
- Landkreise: 1,88 Euro
- Unternehmen in selbständiger Rechtsform und Sparkassen: 10,80 Euro je angefangene 100 Soll-Arbeitsstunden
- Haushalte: 62,00 Euro
- Schüler: 63,36 Euro
- Kinder in Tageseinrichtungen: 15,84 Euro
- Berufsschüler: 47,52 Euro